# Йоркширский музей

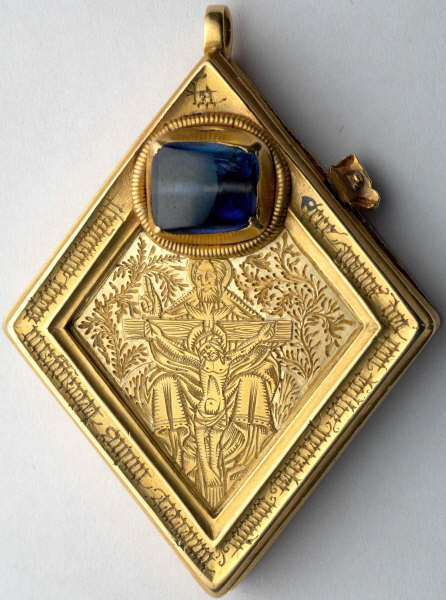

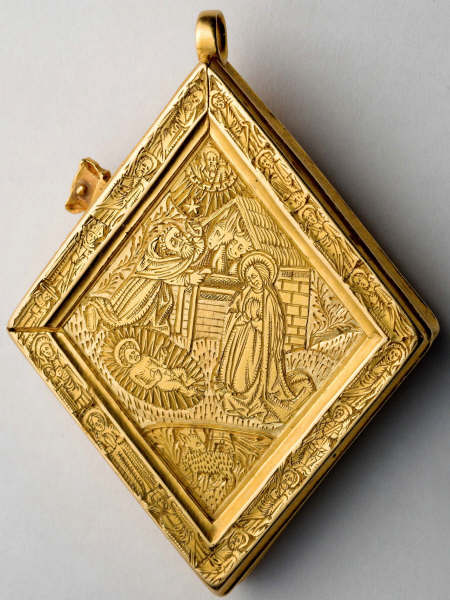

Йоркширский музей (англ. Yorkshire Museum) — музей в городе Йорк, Великобритания.

## История
Йоркширский музей основан в 1830 году Йоркширским философским обществом (англ.). Первоначально в нём хранились его геологическая и археологическая коллекции. Здание для него построено известным архитектором Уильямом Уилкинсом в неогреческом стиле. Оно входит в число архитектурных памятников, охраняемых государством, и расположено посреди Музейного сада (англ.), содержащего памятники зодчества, относящиеся к эпохе Средневековья. Музей содержит четыре постоянно пополняющихся собрания экспонатов по истории и археологии, биологии и палеонтологии, геологии и астрономии. Все эти четыре собрания Йоркширского музея имеют в Великобритании статус «избранных собраний национального и международного значения». Директор музея — Мэри Кершоу (Mary Kershaw).
Начиная с 2002 года Йоркширский музей, наряду с музеем Йоркского замка (англ.), Йоркской картинной галереей (англ.) и Музейным садом управляется Йоркским музейным трестом (англ.).

## Собрание
Со 2 ноября 2009 по 1 августа 2010 года музей был закрыт на реконструкцию. Более 2 миллионов фунтов стерлингов за это время было инвестировано в обновление интерьера здания, а также в 3 главные секции музея:
1. Эборакум: лицом к лицу с римлянами
2. Йорк: могущество и слава (англы, викинги и средневековый Йорк
3. Экстинкт: дорога жизни (ориентированная на семейные посещения экспозиция о прошлом нашей планеты).

Археологическая коллекция музея насчитывает около 1 миллиона экспонатов, охватывающих историческую эпоху от 500 000 лет назад, в прошлое, и вплоть до XX столетия. Среди них такие ценнейшие экспонаты, как Коппергейтский шлем, найденный в Йорке в 1982 году и Ормсайдское блюдо (англ.), редчайшее произведение искусства серебряных дел мастеров англосаксонской Англии. В 1992 году музей приобрёл за 2,5 миллиона фунтов стерлингов коллекцию драгоценностей из золота и редких камней, обнаруженных в Миддлхеме (англ., Северный Йоркшир), относящихся к 1460 году. После проведённой реставрации они были выставлены в экспозиции в 2007 году.
В коллекцию по биологии и палеонтологии, содержащую около 200 тысяч предметов, входят экспонаты как современной фауны и флоры северо-восточной Англии, так и окаменелости и сохранившиеся скелеты древних животных, населявших эту землю в четвертичный период от наших дней вплоть до 125 тысяч лет назад (слоны, пещерные медведи, гиены и др).
Геологическая коллекция содержит собрание из 112 500 минералов и окаменелостей доисторических животных от карбона и мезозоя до третичного периода включительно. Особенно впечатляют сохранившиеся кости и костяки гигантских хищных ящеров.
Астрономическая коллекция хранится преимущественно в Обсерватории, расположенной в Музейном саду. При музее также хранится обширная библиотека.